# Widened Lines
| Widened Lines                                                        | Widened Lines        |
| -------------------------------------------------------------------- | -------------------- |
| Stillgelegte Gleise der Widened Lines in der Station Barbican (2011) |                      |
| Widened Lines und Anschlussstrecken                                  |                      |
| Streckenlänge:                                                       | 3 km                 |
| Spurweite:                                                           | 1435 mm (Normalspur) |
| Stromsystem:                                                         | 25 kV / 50 Hz ~      |
| Maximale Neigung:                                                    | 25 ‰                 |
| Minimaler Radius:                                                    | 200 m                |
| Zweigleisigkeit:                                                     | durchgehend          |
|                                                                      |                      |

Die Widened Lines, auch City Widened Lines, war eine Eisenbahnstrecke in London, die zwischen 1866 und 1868 eröffnet wurde und parallel zur heutigen Metropolitan Line, einer der ersten Untergrundbahnen der Welt, verlief. Die von der Metropolitan Railway gebaute Strecke bot Zügen anderer Eisenbahngesellschaften die Möglichkeit, von Kopfbahnhöfen am Rande der Innenstadt die City of London zu erreichen. Ende des 19. Jahrhunderts zählten die Widened Lines zu den verkehrsreichsten Eisenbahnstrecken der Welt. Bedingt durch die Konkurrenz anderer Verkehrsmittel setzte Anfang des 20. Jahrhunderts ein Bedeutungsverlust der Strecke ein, der sich bis in die 1970er Jahre fortsetzte. In der Gegenwart wird ein Teil der Widened Lines von Thameslink genutzt.

## Bau und Streckenverlauf
Im Januar 1863 eröffnete die Metropolitan Railway ihre erste Strecke zwischen den Bahnhöfen Paddington und Farringdon Street (heutiger Name: Farringdon). Sie war nahe dem Bahnhof Paddington mit der Hauptstrecke der Great Western Railway (GWR) sowie am Bahnhof King’s Cross mit der der Great Northern Railway (GNR) verbunden, so dass Züge dieser beiden Gesellschaften auf die Untergrundbahn übergehen konnten. Die Metropolitan Railway war ein großer Erfolg. Angesichts der hohen Fahrgastzahlen entschloss sich die Gesellschaft eine seit 1861 vorhandene Genehmigung für den Bau eines dritten und vierten Gleises zu nutzen. Dieses, als Widened Lines bezeichnete Gleispaar war mit der Metropolitan Line nur über einige Weichen in den gemeinsamen Stationen verbunden.
Das erste Teilstück der Widened Lines ging am 1. März 1866 zwischen den Bahnhöfen Farringdon und Aldergate Street (heute Barbican) in Betrieb. Am 1. Juli 1866 wurde die Verlängerung bis Moorgate, der östlichen Endstation der Widened Lines, eröffnet. Richtung Westen wurde der Bahnhof King’s Cross am 27. Januar 1868 (Güterverkehr) beziehungsweise am 17. Februar 1868 (Personenverkehr) erreicht. Am 13. Juli 1868 eröffnete unweit von King’s Cross der Bahnhof St Pancras, die Endstation der von der Midland Railway betriebenen Midland Main Line. Auch diese Strecke wurde an die Widened Lines angeschlossen. Eine weitere Verlängerung der Widened Lines nach Westen war geplant und baulich vorbereitet, wurde aber nie in Betrieb genommen. Bereits am 1. Januar 1866 hatte die London, Chatham and Dover Railway (LC&DR), mit der Metropolitan Extension durch den Snow-Hill-Tunnel von Süden kommend, den Bahnhof Farringdon erreicht. Die Verbindung zur LC&DR wurde am 1. September 1871 durch den Bau einer Kurve Richtung Aldergate Street zu einem Gleisdreieck vervollständigt. Durch den Anschluss der LC&DR-Strecke wurden die Widened Lines Teil der einzigen Nord-Süd-Verbindung durch die Londoner City.
Die Widened Lines wurden ebenso wie die Metropolitan Line überwiegend als Unterpflasterbahn in einfacher Tieflage erbaut. Fast alle Tunnel wurden in offener Bauweise in Baugruben (englisch cut and cover) erstellt. Zwischen den Stationen Farringdon und King’s Cross liegt der 670 Meter lange Widening-Tunnel, ein unterirdisch vorgetriebener Tunnel, in dem die Strecke eine maximale Tiefenlage von 18 Metern erreicht. Zwischen den Tunnel befinden sich Einschnitte, die angesichts der hohen Grunderwerbskosten alle mit Futtermauern eingefasst wurden.
Die Endstation Moorgate der Widened Lines bestand Ende des 19. Jahrhunderts aus drei stumpf endenden Bahnsteiggleisen, die den Bahngesellschaften GNR, Midland und LC&DR zugeordnet waren. Westlich der Bahnsteige waren kurze Nebengleise mit kleinen Bekohlungsanlagen für die Dampflokomotiven angeordnet. Die Bahnsteige der weiteren Stationen – Aldersgate Street, Farringdon Street und King’s Cross Metropolitan – lagen parallel zu denen der Metropolitan Line. Von Moorgate bis einschließlich Farringdon liegen die Widened Lines südlich der Metropolitan Line. Nördlich der Station Farringdon unterqueren die Widened Lines die Parallelstrecke und verlaufen bis King’s Cross auf der Nordseite. Um eine kreuzungsfreie Unterquerung zu ermöglichen, war der Bau einer Rampe mit einer Steigung von 1:40 nördlich von Farringdon erforderlich; zudem liegen die Bahnsteige der Widened Lines in Farringdon knapp einen Meter tiefer als die der Metropolitan Line.
Der Anschluss der Widened Lines an die von King’s Cross ausgehende GNR-Strecke, die East Coast Main Line, erfolgte über zwei eingleisige Tunnel, die westlich und östlich des Kopfbahnhofs angeordnet waren. Am Tunnelportal der East Branch, der Strecke stadteinwärts, entstand der Bahnhof King’s Cross York Road mit einem Bahnsteig. Züge stadtauswärts befuhren die Hotel Curve, die das Bahnhofshotel unterquerte. Anfänglich setzten die Züge stadtauswärts nach Verlassen der Hotel Curve in den Kopfbahnhof zurück. Im Februar 1878 wurde ein Bahnsteig an der Hotel Curve eröffnet, der in einer Steigung von 1:60 lag.
Etwa 60 Meter nach dem Abzweig der Hotel Curve schlossen die Widened Lines an zwei eingleisige, rund 1,6 Kilometer lange Tunnel an, die im Besitz der Midland standen. Die Tunnel unterquerten den Regent’s Canal und die North London Line, ehe die Strecke in die vom Bahnhof St Pancras ausgehende Hauptlinie einmündete.

## Güterbahnhöfe

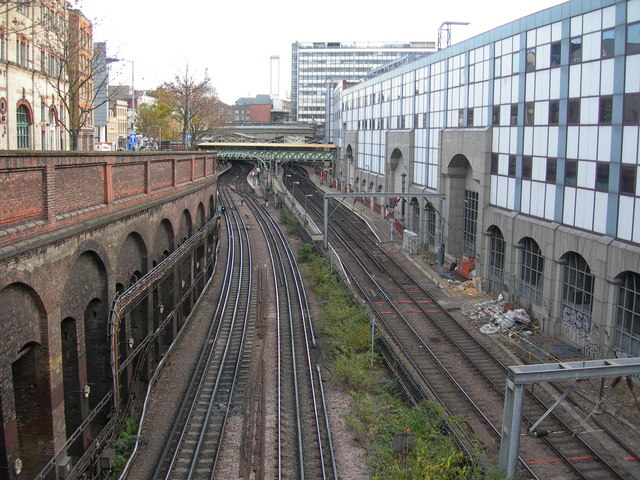
Bahnhof Farringdon von Norden (2007): links die Gleise der Metropolitan Line, in der Mitte die von Thameslink genutzten Gleise der Widened Lines mit Systemwechsel, rechts das auf dem Gelände des früheren Güterbahnhofs errichtete Bürogebäude

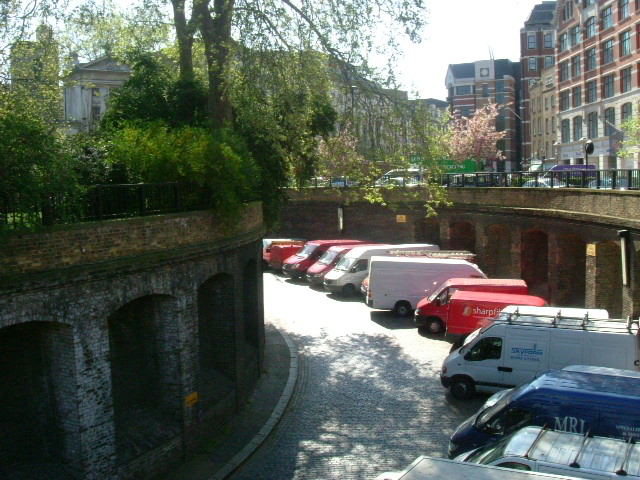
Zufahrtsrampe zum ehemaligen Güterbahnhof Smithfield Market (2007)

Zwischen 1869 und 1878 wurden drei Güterbahnhöfe an den Widened Lines eröffnet, die – so Ludwig Troske 1892 – sich in der „vorteilhaftesten Lage“ in der Londoner City befanden und „eines ungemein lebhaften Verkehrs“ erfreuten. Die Güterbahnhöfe verfügten über Lagerhäuser für eingehende Güter, die nicht sofort von den Empfängern abgenommen wurden. Ende des 19. Jahrhunderts erfolgte die Zustellung der Güter durch die Bahngesellschaften, die hierfür Pferdefuhrwerke einsetzten. Durch die beengten Verhältnisse in den Güterbahnhöfen war die Länge der Güterzüge auf rund 20 Wagen begrenzt; längere Züge wurden vor dem Befahren der Widened Lines geteilt.
Am 3. Mai 1869 eröffnete die GWR einen Güterbahnhof mit sechs Gleisen unter dem Smithfield Market, dem im Vorjahr fertiggestellten zentralen Londoner Fleischmarkt. Auch die Streckengleise der Widened Lines unterquerten die Markthalle. Um 1891 hatte der Güterbahnhof einschließlich der Beamten und Rollfuhrleute rund 550 Beschäftigte. Pro Tag wurden bis zu 550 Tonnen Güter umgeschlagen, davon 350 Tonnen im Versand und 200 Tonnen im Empfang. Zur Versorgung des Marktes verkehrten spezielle Fleischzüge, beispielsweise mit Hammelfleisch, das aus Schlachtungen in Australien stammte und über den Hafen von Bristol importiert wurde. Der Güterbahnhof Smithfield Market wurde am 30. Juli 1962 stillgelegt.
Der Güterbahnhof Farringdon der GNR ging am 2. November 1874 in Betrieb. Er lag auf einem schmalen Geländestreifen zwischen dem Personenbahnhof und der Farringdon Road. Die GNR besaß bereits zwei Güterbahnhöfe in London, die etwas abseits der City lagen, was angesichts der hohen Preise für Pferde in den 1870er Jahren die Zustellung der Güter verteuerte. Um 1891 verkehrten 13 Güterzüge zu diesem Bahnhof, 12 davon nachts. Pro Tag wurden 600 Tonnen umgeschlagen, wovon ein großer Teil Fisch, Gemüse und Kartoffeln waren, die unter anderem für den Markt in Covent Garden bestimmt waren. Der Bahnhof wurde 1941 bei deutschen Luftangriffen schwer beschädigt und im Januar 1956 stillgelegt. Das Lagerhaus wurde 1988 abgerissen; an seiner Stelle entstand bis 1992 ein Bürogebäude.
Der Güterbahnhof Whitecross Street, 1878 von der Midland eröffnet, lag südlich der Strecke zwischen den Stationen Moorgate und Aldersgate Street. Die Ladegleise, ungefähr rechtwinklig zur Strecke angeordnet, waren über Drehscheiben angeschlossen; die Güterwagen wurden mit Seilzügen bewegt. Um 1891 beförderten täglich 16 Züge mit insgesamt 140 Wagen rund 400 Tonnen Fracht zum Güterbahnhof Whitecross Street. Die Gegend um den am 1. März 1936 stillgelegten Bahnhof wurde durch die deutschen Luftangriffe im Zweiten Weltkrieg schwer beschädigt. Das 1982 eröffnete Kultur- und Kongresszentrum Barbican Centre liegt zum Teil auf dem Grundstück des früheren Bahnhofs.

## Betrieb
Im Personenverkehr wurden die Widened Lines Ende des 19. Jahrhunderts ausschließlich von Vorortzügen anderer Bahngesellschaften befahren, die dabei ihre eigenen Lokomotiven und Wagen und ihr eigenes Personal einsetzten. Züge der Metropolitan Railway nutzten die parallele Strecke, die ab 1884 Teil des Inner Circle, einer um das Stadtzentrum führenden Ringbahn, war.
Mit der Fertigstellung der Widened Lines 1868 nutzte der seit Januar 1866 bestehende Gemeinschaftsverkehr der GNR und der LC&DR das neue Gleispaar. Ab September 1871 bot die LC&DR Züge nach Moorgate an. Die Midland setzte ab Juli 1868 Züge nach Moorgate ein und nahm im Juni 1869 einen Gemeinschaftsverkehr mit der LC&DR auf. Zu den Endstationen der über die Widened Lines verkehrenden Züge gehörten die Bahnhöfe London Victoria, Clapham Junction, Herne Hill, Woolwich Arsenal und Brighton im Süden sowie Kentish Town, High Barnet und Enfield im Norden.
In den 1880er Jahren endeten täglich über 200 Personenzüge der Widened Lines in Moorgate; weitere 100 Züge fuhren vom Snow-Hill-Tunnel über die Strecke Richtung King’s Cross. Anfang der 1890er Jahre verkehrten pro Tag und Richtung gut 400 Züge auf den Widened Lines, darunter etwa 130 Güterzüge. Ein Teil der Güterzüge diente dem Verkehr zu den Güterbahnhöfen an der Strecke, andere nutzten die Nord-Süd-Verbindung durch den Snow-Hill-Tunnel.

## Niedergang und spätere Nutzung
Anfang des 20. Jahrhunderts setzte ein Bedeutungsverlust der Widened Lines ein, der seine Hauptursache in der Konkurrenz anderer, meist elektrisch angetriebener Verkehrsmittel hatte. Der Betrieb auf den Widened Lines war seit den 1870er Jahren kaum verändert worden; die eingesetzten Personenwagen galten als antiquiert. Die durch den Einsatz von Dampflokomotiven verursachten Probleme mit der Entlüftung der Tunnel konnten nie in befriedigender Weise gelöst werden. Pendler, die die dampfbetriebenen Züge benutzten, wurden in der Londoner City um 1900 als „Kanalratten“ (englisch: sewer rats) bezeichnet. Zu den Konkurrenten der Widened Lines zählte die City and South London Railway, eine elektrisch betriebene U-Bahn, die 1900 nach Moorgate verlängert wurde. Pendler von der East Coast Main Line konnten ab 1904 mit der Northern City Line vom Bahnhof Finsbury Park nach Moorgate gelangen. Zudem konkurrierten Straßenbahnen und Busse um die Fahrgäste.
Angesichts der rückläufigen Fahrgastzahlen wurde am 1. Oktober 1907 der gemeinsame Verkehr der GNR und der South Eastern and Chatham Railway (SE&CR, seit 1899 Nachfolgerin der LC&DR) über die Widend Lines eingestellt. Am 1. Juli 1908 endete der Gemeinschaftsbetrieb von Midland und SE&CR. Am 1. April 1916 fuhren letztmals SE&CR-Züge nach Moorgate. Im Ersten Weltkrieg war die Nord-Süd-Verbindung über die Widened Lines eine wichtige Nachschubroute, insbesondere für das in Nordfrankreich kämpfende Britische Expeditionskorps. Pro Tag verkehrten durchschnittlich 15 Militärzüge. Während der Vorbereitung von Offensiven stieg die Zahl der Züge auf bis zu 210 täglich.
Nach Kriegsende wurde das Angebot an Pendlerzügen auf den Widened Lines weiter reduziert und beschränkte sich fortan auf die Hauptverkehrszeiten. 1930 verkehrten täglich 79 Eisenbahnzüge nach Moorgate. 1940 entfielen 19 Züge vom Bahnhof High Barnet nach Moorgate, da High Barnet von der Northern Line übernommen und damit in die London Underground integriert wurde.
Zwischen März 1926 und April 1935 verkehrten in Moorgate endende Züge der Metropolitan Line über die Widened Lines, wodurch eine höhengleiche Gleiskreuzung bei Moorgate vermieden wurde. Hierfür wurde an der Station King’s Cross eine Gleisverbindung gebaut, die durch den bislang ungenutzten Tunnel für eine Verlängerung der Widened Lines nach Westen führte. 1941 fand der Tunnelabschnitt bei der Verlegung des U-Bahnhofs King’s Cross St. Pancras nach Westen Verwendung.
Im Zweiten Weltkrieg war der Personenverkehr auf den Widened Lines zeitweise vollständig eingestellt. Nach Kriegsende ging die Zahl der Züge weiter zurück; 1960 verkehrten noch 18 Züge nach Moorgate. Ab 1959 erfolgte der Übergang auf Dieseltraktion. Am 23. März 1969 wurde die Strecke durch den Snow-Hill-Tunnel stillgelegt, die zuletzt nur noch von Güterzügen genutzt worden war. Grund war das in den 1960er Jahren gesunkene Güterverkehrsaufkommen. 1951 hatten noch 51 Güterzüge täglich die Verbindung über die Widened-Lines und den Snow-Hill-Tunnel genutzt.

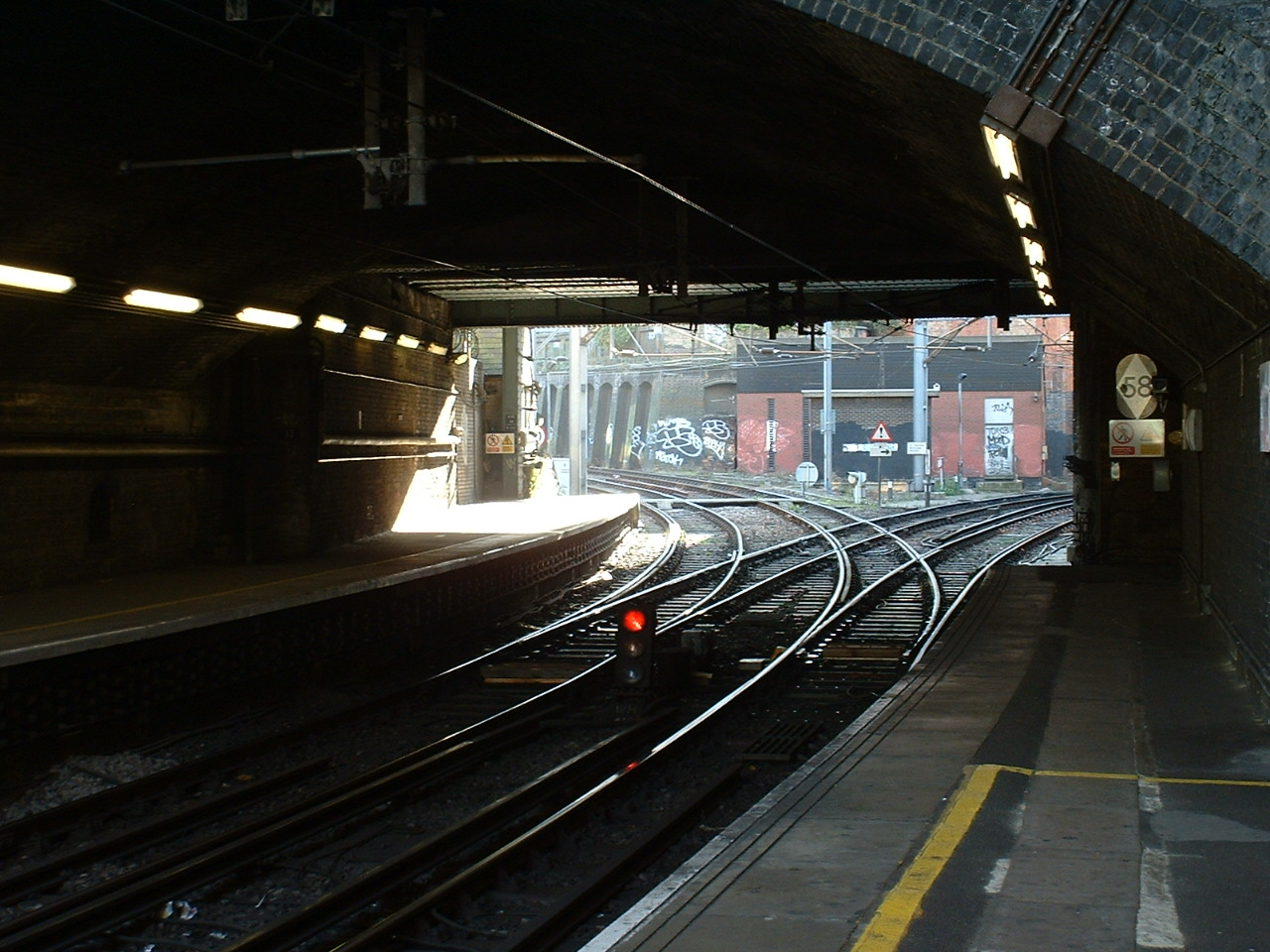
Abzweig der Strecke zum Snow-Hill-Tunnel (nach rechts) südlich des Bahnhofs Farringdon (2007)

Am 7. November 1976 wurden die Verbindungskurven am Bahnhof King’s Cross stillgelegt, da die Pendlerzüge von der East Coast Main Line fortan ab Finsbury Park über die Northern City Line nach Moorgate verkehrten. Am 15. Juli 1983 wurde auf den Widened Lines und ihrer Verbindung zur Midland Main Line der elektrische Betrieb aufgenommen. Es verkehrten Elektrotriebwagen von Moorgate nach Luton. Zur Durchführung der Bauarbeiten war der Betrieb der Widened Lines am 14. Mai 1979 vollständig eingestellt worden. Anfang der 1980er Jahre finanzierte das Greater London Council eine Machbarkeitsstudie zur Wiedereröffnung und Elektrifizierung des Snow-Hill-Tunnels. Nach der Zustimmung des British Railways Board wurden ab 1986 Gleise im Snow-Hill-Tunnel verlegt. Im Mai 1988 eröffnete Thameslink, ein S-Bahn-ähnliches System, das das Zentrum Londons in Nord-Süd-Richtung durchquert und von King’s Cross bis Farringdon die Widened Lines befährt.
Am 9. Dezember 2007 wurde die zuletzt als King’s Cross Thameslink bezeichnete Station an den Widened Lines geschlossen. Als Ersatz entstanden Bahnsteige für Thameslink unter dem Bahnhof St Pancras. Am 20. März 2009 entfielen die von Bedford und Luton nach Moorgate verkehrenden Züge. Die Widened Lines wurden zwischen Moorgate und Farringdon stillgelegt; um die Bahnsteige in Farringdon verlängern zu können. Hierzu musste die Abzweigung der Strecke nach Moorgate aufgegeben werden, da sie unmittelbar südlich der Bahnsteige lag.